# Löffelblättriger Steinbrech
Der Löffelblättrige Steinbrech (Saxifraga cochlearis) ist eine Pflanzenart aus der Gattung Steinbrech (Saxifraga) in der Familie der Steinbrechgewächse (Saxifragaceae).

## Merkmale
Der Löffelblättrige Steinbrech ist eine ausdauernde Pflanze, die Wuchshöhen von 5 bis 40 Zentimeter erreicht. Sie bildet in flachen Polstern zahlreiche nichtblühende Rosetten aus. Die Rosettenblätter sind 8 bis 40 Millimeter lang, 3 bis 6 Millimeter breit, spatelig bis löffelförmig und graugrün. An der Spitze sind sie breit rundlich, stumpf oder leicht zugespitzt. Der Blattrand ist leicht eingerollt, nicht gezähnt und besetzt mit kalkausscheidenden Grübchen. Der Stängel ist rotbraun gefärbt, dünn, drüsig behaart, aufrecht oder bogig aufsteigend und von der Mitte an dicht rispig verzweigt. Je Rispenast sind 1 bis 3 Blüten vorhanden. Die Kronblätter sind länglich-eiförmig.
Blütezeit ist von Juni bis Juli.
Die Art hat die Chromosomenzahl 2n = 28.

## Vorkommen
Der Löffelblättrige Steinbrech kommt in den Seealpen und den Ligurischen Alpen montan und subalpin in den Ritzen und Spalten von Kalkfelsen in Höhenlagen bis 1900 Meter vor.

## Belege
1. ↑  Jaakko Jalas, Juha Suominen, Raino Lampinen, Arto Kurtto: Atlas florae europaeae. Band 12: Resedaceae to Platanaceae. Helsinki 1999, ISBN 951-9108-12-2, S. 163.